# Email marketing
Email marketing là hành động gửi thông điệp thương mại, thường là cho một nhóm người sử dụng email. Theo nghĩa rộng nhất của nó, những email được gửi đến danh sách khách hàng tiềm năng hoặc hiện tại có thể được coi là tiếp thị qua email. Nó thường liên quan đến việc sử dụng email để gửi quảng cáo, yêu cầu kinh doanh hoặc thu hút bán hàng hoặc quyên góp, và có nghĩa là để xây dựng lòng trung thành, niềm tin hoặc nhận thức về thương hiệu. Email tiếp thị có thể được gửi đến danh sách khách hàng tiềm năng đã mua hoặc cơ sở dữ liệu khách hàng hiện tại. Thuật ngữ này thường đề cập đến việc gửi email với mục đích tăng cường mối quan hệ của một thương gia với khách hàng hiện tại hoặc trước đây, khuyến khích lòng trung thành của khách hàng và khách hàng quay lại, có được khách hàng mới hoặc thuyết phục khách hàng hiện tại mua ngay lập tức và chia sẻ quảng cáo với bên thứ ba.
Có thể hiểu ngắn gọn Email marketing là sử dụng email để phát triển mối quan hệ với khách hàng tiềm năng hoặc khách hàng với một thông điệp truyền thông tiếp thị thích hợp. Thông qua việc chia sẻ thông tin hữu ích và làm sâu sắc thêm mối quan hệ, bạn có thể chuyển đổi khách hàng tiềm năng thành khách hàng và thúc đẩy doanh số.
Đây là một hình thức marketing trực tiếp, tương tự như marketing trực tiếp qua thư (direct mail) nhưng marketing qua email hiệu quả hơn nhiều bởi tốc độ nhanh chóng trên Internet và chi phí thấp hơn. Bên cạnh đó, nó cũng thân thiện với môi trường vì hoàn toàn không sử dụng giấy. Ban đầu, những người quan tâm đến sản phẩm hoặc dịch vụ có thể tham gia danh sách email của bạn. Sau đó, bạn sẽ gửi đến họ những lời khuyên giá trị, cập nhật tin tức về thương hiệu của bạn, cung cấp cho họ phiếu giảm giá, khuyến nghị cho họ những sản phẩm tương tự,... nhằm kết nối và nuôi dưỡng khách hàng tiềm năng. Nếu thông qua email, bạn đang thuyết phục ai đó hành động, đó là email marketing.

## Lịch sử

### Giai đoạn 1: Thập niên 70 – sự khởi đầu
Thư điện tử (hay còn gọi là Email) đầu tiên được gửi vào năm 1971 bởi kỹ sư Ray Tomlinson. Năm 1978, Gary Thuerk của Digital Equipment Corporation (DEC) đã gửi email hàng loạt đầu tiên tới khoảng 400 khách hàng tiềm năng thông qua Mạng lưới Cơ quan Dự án Nghiên cứu Tiên tiến (ARPANET). Ông tuyên bố rằng điều này dẫn đến doanh số bán hàng trị giá 13 triệu đô la trong các sản phẩm của DEC, và nhấn mạnh tiềm năng tiếp thị thông qua các email hàng loạt.

### Giai đoạn 2: Thập niên 90 – đồng hành cùng Internet
Bắt đầu từ năm 1991 khi khái niệm về World Wide Web được áp dụng rộng rãi thì lịch sử email marketing bước sang một trang mới với Hotmail là nhà cung cấp dịch vụ email trên nền web đầu tiên vào năm 1996. Trong giai đoạn này việc gửi email quảng cáo bắt đầu được áp dụng rộng rãi và khái niệm thư rác (Spam mail) đã xuất hiện trong Từ điển Oxford 1998.

### Giai đoạn 3: Thập niên 2000 – chống spam email và phát triển cơ sở dữ liệu
Với việc spam email bùng nổ trong thập niên 90 đã buộc các nhà cung cấp dịch vụ email quan tâm sâu sắc đến việc ngăn chặn thư rác. Lần lượt các chuẩn mực về gửi email đã được ra đời và luật CAN-SPAM đã được giới thiệu vào năm 2003 tại Mỹ, tiếp đến là châu Âu. Vào năm tiếp theo 2004, AOL đã tích hợp tính năng thông báo email spam dành cho người dùng. Năm 2005 đánh dấu sự ra đời của SPF (Sender Policy Framework), một chuẩn xác thực cho các email gửi ra vẫn được áp dụng rộng rãi cho đến ngày nay. Năm 2008, Windows Live bổ thêm một khái niệm hoàn thiện hơn việc chống spam email là độ uy tín của người gửi thư (Sender reputation). Và năm 2009 chiếc iPhone đầu tiên xuất hiện báo hiệu cho một giai đoạn sang trang của lịch sử email marketing.

### Giai đoạn 4: Từ năm 2010 đến nay – quyền lực của người dùng: phân nhóm và gửi email hướng đối tượng
Nhờ việc phát triển mạnh mẽ các tiêu chuẩn chống spam email mà tình trạng thư rác đã phần nào được hạn chế. Gửi email tràn lan không còn là giải pháp tốt cho email marketing. Lúc này đây các nhà tiếp thị quan tâm nhiều hơn đến khách hàng mục tiêu bên cạnh nội dung email quảng cáo. Việc phân nhóm và hướng đúng đối tượng không những giúp tăng doanh số mà đồng thời cũng giảm chi phí thay vì spam. Các kết quả cho thấy email marketing là một công cụ quảng cáo hữu hiệu nếu biết sử dụng đúng cách. Và lúc này đây lịch sử email marketing đánh dấu quá trình chuyển dịch xem email từ PC/Laptop sang Smartphone (điện thoại thông minh).

## Phân biệt Email marketing và Spam
Khi email quảng cáo, tiếp thị được gửi đến bất cứ ai, bất kỳ đối tượng nào, tức là chúng ta đang gửi thư rác – Spam (hay còn gọi là junk mail, bulk mail). Những người gửi thư rác thường có được danh sách email thông qua thu thập trên mạng, quét từ các website, mua lại nên chất lượng danh sách email rất thấp, không đem lại kết quả. Gửi đi những email spam như vậy sẽ hủy hoại danh tiếng và thương hiệu công ty.
Điều khác biệt duy nhất và lớn nhất giữa Spam và Email Marketing là là sự đồng ý của người nhận email dành cho người gửi. Rất nhiều người vẫn nhầm lẫn rằng email marketing chính là spam. Hàng ngày, hàng trăm nghìn công ty, tổ chức trên thế giới vẫn thực hiện hoạt động email marketing đầy hiệu quả bởi họ sở hữu những danh sách email đã nhận được sự đồng ý của khách hàng.

## Luật và quy định về email
Mỗi nhà tiếp thị nên nghiên cứu về Quy định bảo vệ dữ liệu chung GDPR (nếu doanh nghiệp có liên quan đến châu Âu) và Đạo luật CAN-SPAM trước khi gửi email. Quy định bảo vệ dữ liệu chung năm 1998 (General Data Protection Regulation – GDPR): là quy định của luật EU về bảo vệ dữ liệu và quyền riêng tư cho tất cả các cá nhân trong Liên minh châu Âu và Khu vực kinh tế châu Âu.
Đạo luật Kiểm soát hành vi tiếp thị và khiêu dâm không được mời chào (Controlling the Assault of Non-Solicited Pornography And Marketing—CAN-SPAM) được ký thành luật vào năm 2003 bởi George W. Bush, nó thiết lập các quy tắc cho email thương mại và tin nhắn thương mại, cho người nhận quyền ngừng gửi email cho họ và đưa ra các hình phạt cho những người vi phạm luật.Khung và Chính sách người gửi (SPF) năm 2004 đã được giới thiệu cung cấp một hệ thống xác thực email để giúp ngăn chặn thư rác bằng cách xác minh địa chỉ IP của người gửi.
Tại Việt Nam, theo Nghị định 15/2020/NĐ-CP có hiệu lực từ ngày 15/4/2020 thay thế Nghị định 174/2013/NĐ-CP, hành vi gửi thư điện tử, tin nhắn quảng cáo đến người nhận nhưng chưa được sự đồng ý của họ sẽ bị phạt tiền từ 5 đến 10 triệu đồng. Ngoài ra, tổ chức nào có hành vi quảng cáo bằng thư điện tử, tin nhắn hoặc cung cấp dịch vụ nhắn tin qua mạng Internet nhưng không có hệ thống tiếp nhận, xử lý yêu cầu từ chối của người nhận bị phạt từ 80 đến 100 triệu đồng. Người nào khi gửi hoặc phát tán thư điện tử rác, tin nhắn rác, phần mềm độc hại sẽ bị phạt từ 60 đến 80 triệu đồng (mức phạt hiện hành là 40 – 50 triệu đồng). Trong năm 2017, gần 40% email bị coi là thư rác. Những luật này không chỉ giữ cho tài khoản email cá nhân của chúng tôi không bị spam cũng như các tin giả quá mức mà còn có thể giúp ích cho các doanh nghiệp. Các email quan trọng mà một người muốn xem sẽ hiển thị thay vì bị mất với phần còn lại của các tin nhắn không mong muốn.

## Tính hiệu quả của Email marketing
Theo số liệu của Statista, vào năm 2018 số lượng người dùng email toàn cầu lên tới hơn 3,8 tỷ và được dự đoán sẽ tăng lên 4,4 tỷ vào năm 2023. Đó là khoảng một nửa dân số thế giới và phần lớn người sử dụng internet tích cực. Cũng trong năm 2018, mỗi ngày có khoảng 281 tỷ email đã được gửi và nhận trên toàn thế giới. Con số này dự kiến sẽ tăng lên hơn 347 tỷ vào năm 2022. Như vậy email là một phần không thể thiếu trong cuộc sống trực tuyến hàng ngày. Email không chỉ là một trong những cách đáng tin cậy nhất để tiếp cận khách hàng; nó đã được chứng minh là xứng đáng với chi phí.
Theo nghiên cứu của VentureBeat Insight, với mỗi 1 đô la chi tiêu, lợi tức đầu tư (ROI) của tiếp thị qua email trung bình là 38 đô la. Báo cáo cũng đề cập, 84% các marketers tin rằng email là quan trọng hoặc cực kỳ quan trọng đối với lòng trung thành của khách hàng. Trong khi đó, OptinMonster nhấn mạnh tiếp thị qua email có ROI 4.400%. Một cuộc khảo sát của Data & Marketing Asssociation (DMA) và Demand Metric vào tháng 6 năm 2016 cũng cho thấy email có ROI trung bình là 122% - cao hơn bốn lần so với các kênh marketing khác, bao gồm phương tiện truyền thông xã hội, thư trực tiếp và tìm kiếm có trả tiền. Như vậy Email Marketing vẫn là một kênh hoạt động tốt.

## Vấn đề về khả năng gửi email
Theo báo cáo của Experian năm 2015, có đến 78% các công ty gặp vấn đề về khả năng gửi email (email deliverability). Đây là một thách thức khá lớn bởi vì cho dù email có tốt đến đâu thì cũng chẳng để làm gì nếu người đăng ký không bao giờ nhìn thấy chúng. Ngay cả các chiến dịch email tốt nhất cũng không thể thành công mà không tuân theo các thực tiễn tốt nhất về khả năng gửi.
Gửi email (email delivery) là khi email được gửi thành công đến máy chủ nhận. Khả năng gửi email (email deliverability) là khi email đến thành công trong hộp thư đến của người nhận. Email có thể gửi (delivery) tốt nhưng khả năng gửi (deliverability) kém, bởi vì nó đã rơi vào thư mục thư rác (spam folder), thư mục khác hoặc bị nhà cung cấp dịch vụ Internet (Internet service provider—ISP) chặn.
Các yếu tố tác động đến khả năng gửi, bao gồm: uy tín, cơ sở hạ tầng, xác thực.

### Uy tín
Bước đầu tiên trong việc giúp đảm bảo khả năng gửi email là cải thiện uy tín (reputation), và nó được xây dựng theo thời gian để trở nên mạnh mẽ. 6 dữ liệu mà các nhà cung cấp dịch vụ Internet (ISPs) tìm kiếm khi xác định uy tín của người gửi: Relevant, properly formatted email (Email có định dạng phù hợp); Consistent volume (Khối lượng nhất quán); Very few complaints (Rất ít khiếu nại); Avoid spam traps (Tránh bẫy thư rác); Low bounce rates (Tỷ lệ thoát thấp); No blacklist appearances (Không có danh sách đen xuất hiện).

### Cơ sở hạ tầng
Nền tảng của khả năng gửi email thành công đó là câu chuyện về cơ sở hạ tầng (infrastructure). Những thực tiễn tốt nhất cho thiết lập cơ sở hạ tầng:
- Sử dụng IP chuyên dụng: Nếu bạn là người gửi số lượng lớn đang làm việc với nhà cung cấp email, hãy đảm bảo bạn có địa chỉ IP dành riêng cho luồng email của mình.
- Tên miền gửi của bạn cần có khả năng nhận thư và nó phải có bản ghi MX hợp lệ. Nếu không, một số ISP sẽ chặn email của bạn.
- Đăng ký vòng lặp phản hồi ISP: Bạn không chỉ cần phải đăng ký cho tất cả các vòng phản hồi chính của ISP, mà bạn còn cần một quy trình để nhanh chóng xóa địa chỉ email ghi nhật ký khiếu nại. Tiếp tục gửi thư cho những người đã báo cáo email của bạn là thư rác sẽ dẫn đến thất bại trong khả năng gửi.

Hãy chắc chắn rằng bạn không có proxy mở bởi vì hacker có thể sử dụng lỗ hổng để spam.

### Xác thực
Xác thực (authentication) là quá trình kiểm tra giúp xác nhận email thực sự là của bạn và không phải là một người gửi thư rác mạo danh bạn.

## Triển khai Email marketing
Chiến dịch Email Marketing gồm các bước cơ bản như sau: Xây dựng danh sách email, thiết kế email, gửi và đánh giá kết quả.
===Xây dựng danh sách email=== Phải bỏ công sức và thời gian ra để có được một danh sách email tốt. Một số người chọn cách mua lại danh sách này. Tuy nhiên nghiên cứu cho thấy chúng thấy nó có vẻ mất nhiều tiền và thời gian mà không thu lại được gì. Có hàng loạt lý do giải thích cho điều này như: chất lượng của chúng rất kém; giá trị thu lại được rất thấp, thậm chí bằng không và còn có thể đánh mất hình ảnh và thương hiệu; những lừa đảo không mong muốn; và việc mua bán các danh sách email là phạm pháp.
Để bắt đầu xây dựng danh sách email, cần cung cấp cho mọi người một lý do để họ đăng ký. Bởi vì khách truy cập trang web hoặc trên Facebook sẽ không đăng ký vào danh sách email của bạn trừ khi bạn cung cấp cho họ một số giá trị như lời khuyên, ebook hay mã giảm giá—và nó được gọi với thuật ngữ là lead magnet (tạm dịch: nam châm thu hút khách hàng). Tìm hiểu và xây dựng danh sách phù hợp với chiến lược và khả năng.
Phương pháp xây dựng danh sách email:
- Tạo form đăng ký nhận tin trên website: đây là phương pháp phổ biến và đơn giản nhất, bạn tạo một form để người truy cập vào website của bạn đăng ký nhận tin. Địa chỉ email và các thông tin của họ sẽ được lưu lại và họ sẽ nhận được các bản tin email của bạn.
- Khuyến mãi: tổ chức một chương trình khuyến mãi trực tuyến là một cách hay để tăng lượng email trong danh sách của bạn. Những người tham gia khi đăng ký sẽ cung cấp địa chỉ email của mình. Bạn cũng có thể kết hợp khuyến mãi với đăng ký nhận tin để khuyến khích khách hàng đăng ký.
- Tổ chức sự kiện: Các sự kiện thu hút nhiều người tham gia là cơ hội để bạn bổ sung thêm các địa chỉ email vào danh sách của mình. Với các sự kiện trực tuyến, bạn sẽ nhanh chóng tổng hợp các dữ liệu người dùng. Còn với các sự kiện ngọai tuyến như hội nghị, cuộc thi, triển lãm nên có các nhân viên chuyên hỏi và tổng hợp dữ liệu về những người tham dự.

Xác nhận đăng ký
Như đã nói ở trên về tầm quan trọng của xác nhận nên bạn cần thực hiện việc xác nhận đăng ký này. Có một số phương pháp phổ biến như:
- Xác nhận đơn (Single Opt-in) nghĩa là một người đã đưa cho bạn địa chỉ email và bạn có quyền gửi cho họ bản tin, chào hàng,...
- Xác nhận có thông báo (Notified Opt-in) nghĩa là sau khi một người nhập thông tin vào website của bạn, bạn cần gửi cho họ thông báo nói rằng họ đã được thêm vào danh sách và đưa cho họ tùy chọn ngừng nhận tin nếu họ không thực sự muốn nhận tin từ bạn.
- Xác nhận kép (Double Opt-in, Cofirmed Opt-in) gồm các bước: khách hàng nhập thông tin; bạn gửi cho họ một email hỏi họ xác nhận qua một đường Link hoặc reply lại email; chỉ khi họ click đường link hoặc reply email họ mới được thêm vào danh sách

### Thiết kế email
Thiết kế email gần giống với việc thiết kế mẫu cho website hơn vì email sử dụng định dạng HTML. Tuy nhiên nó cũng không hề phức tạp như thiết kế website. Nếu công ty bạn không có nhân viên chuyên môn thì thuê ngoài có thể là một biện pháp hữu ích. Một cách khá đơn giản hơn là sử dụng các thiết kế có sẵn.
Phần cốt lõi tạo ra giá trị cho email chính là sự hấp dẫn của nội dung. Một email với nội dung thu hút người đọc sẽ đem lại thành công cho chiến dịch marketing.
Các nguyên tắc trong thiết kế email:
- Ngắn gọn: email cần được tạo ngắn gọn nhất có thể. Các nội dung nên được sắp xếp, xúc tích, ngắn gọn.
- Không quá rộng: độ rộng vừa phải từ 500 – 600 pixel.
- Above – the – fold: là khoảng trống có chiều cao 400 – 450 pixel mà người nhận sẽ nhìn thấy ngay khi họ mở email.
- Phù hợp với nhận diện thương hiệu: các logo, icon, màu nền, màu chữ, màu đường kẻ dùng trong email phải phù hợp với các thành phần khác trong bộ nhận diện thương hiệu.
- Mời gọi hành động: ngoài việc cung cấp thông tin hoặc quảng cáo, email nên hướng người đọc tới một hành động cụ thể.
- Hạn chế file đính kèm và giữ email có kích thước nhỏ.

### Gửi chiến dịch email
Xây dựng một danh sách email và vứt xó nhiều tháng là điều điên rồ. Nếu bạn không làm cho danh sách của mình hoạt động và được tương tác, nó sẽ dần bị chết theo thời gian. Mỗi doanh nghiệp đều khác nhau và không phải tất cả các email đều có hiệu quả như nhau trong mọi ngành. Vì vậy, luồng thông điệp được quyết định dựa trên mô hình kinh doanh của bạn và bạn có thể gửi các loại email tiếp thị phù hợp theo vòng đời của khách hàng.
Để gửi email đi bạn cần có phần mềm gửi email & máy chủ gửi email. Bạn có thể lựa chọn trong các phương án sau: sử dụng phần mềm cài ngay trên máy tính của bạn và thuê máy chủ (SMTP) để gửi email đi; tự xây dựng hệ thống gửi email cho công ty (gồm cả phần mềm và máy chủ); sử dụng phần mềm email marketing trọn gói.

### Đánh giá kết quả
Phân tích chiến dịch email giúp bạn hiểu được những gì mà người đăng ký trong danh sách của bạn đang kỳ vọng. Ví dụ: Khi nhìn vào tỷ lệ mở, nó thường sẽ cho bạn biết bạn đã xây dựng mối quan hệ của mình với người đăng ký tốt như thế nào. Nó đôi khi cũng thể hiện sự cẩu thả trong việc viết dòng chủ đề của bạn, khán giả cần ở bạn nhiều hơn thế. Mặc khác, phân tích còn giúp bạn có được thông tin hữu ích để tiến hành phân khúc danh sách của mình thành các phân đoạn đối tượng khác nhau, từ đó gửi thông điệp phù hợp hơn dựa trên dữ liệu sâu sắc về người dùng.